# Мельница (остановочный пункт)
Ме́льница — остановочный пункт Екатеринбургского региона Свердловской железной дороги на межстанционном перегоне Кольцово — Арамиль железнодорожной ветки Екатеринбург — Курган. Остановочный пункт расположен возле посёлка Арамиль, вблизи городов Екатеринбурга и Арамили.

## Название
Современное название остановочному пункту Мельница присвоено приказом ОАО «РЖД» от 10.10.2022 № 59 и изданным на его основе приказом Росжелдора от 11.11.2022 № 608  в ходе кампании по присвоению наименований безымянным остановочным и раздельным пунктам Свердловской железной дороги (как правило, именуемым по километражу тех или иных железнодорожных веток). Приказ Росжелдора вступил в силу через 14 дней с момента подписания. Мероприятия по переименованию в рамках данной кампании проводились ещё с 2020 года.
Ранее остановочный пункт назывался 23-м километром (23 км) по километражу курганского направления от станции Шарташ в городе Екатеринбурге. Новое название связано с расположением остановочного пункта близ посёлка Мельзавода.
В составе посёлка городского типа Белоярского тоже есть микрорайон Мельзавод, рядом с которым находился железнодорожный остановочный пункт с «числовым» названием 5-й километр (5 км). В предшествующую волну переименований в рамках вышеупомянутой кампании 5 км получил название Белоярский.

## Географическое положение
Остановочный пункт Мельница находится на 23-м километре железнодорожной ветки Шарташ (Екатеринбург) — Каменск-Уральский — Курган, на перегоне Кольцово — Арамиль. К соседней станции Арамили примыкает южный железнодорожный обход города Екатеринбурга. Рядом с остановочным пунктом курганская ветка проходит над данным обходом по путепроводу.
Остановочный пункт Мельница расположен к юго-востоку от города Екатеринбурга и к северо-востоку от города Арамили. Чуть юго-восточнее остановочного пункта и западнее путепровода расположен стык границ трёх административно-территориальных единиц Свердловской области: Белоярского, Сысертского районов и города областного подчинения Екатеринбурга (в составе последнего к стыку выходит Октябрьский район); а также трёх муниципальных образований соответственно: Белоярского муниципального округа, Арамильского городского округа и муниципального образования «город Екатеринбург». Сам остановочный пункт Мельница находится на белоярских землях, на западе района и муниципального округа. Граница с сопредельными территориями в данной местности проходит чуть южнее курганской ветки.
Остановочный пункт Мельница находится северо-западнее посёлка Мельзавода. Данный посёлок не имеет статуса самостоятельного населённого пункта и входит в состав посёлка Арамиль, где также расположена одноимённая железнодорожная станция. По пешеходной тропе от остановочного пункта можно выйти к ближайшим поселковым улицам: Культуры, Сиреневой и Кооперативной. Мельница является ближайшим железнодорожным остановочным пунктом к городу Арамили. Из города до Мельзавода можно добраться на автомобиле или автобусе.
Рядом с остановочным пунктом Мельница расположены садоводческие товарищества «Авиатор-2» (к северо-западу) и «Родничок» (к юго-западу). В окрестностях массово строятся коттеджные посёлки. К северо-востоку и северу от остановочного пункта раскинулись коттеджные посёлки Чистые росы и Чистые росы-2, а за «Авиатором-2» строится новый посёлок Лесной парк.

## Пригородные перевозки
Остановочный пункт Мельница находится на двухпутной электрифицированной ветке Шарташ — Каменск-Уральский. Электрификация на данном участке проводилась в 1972 году. На остановочном пункте Мельница останавливаются пригородные электропоезда, следующие на участке Екатеринбург — Каменск-Уральский в обоих направлениях, за исключением скоростных электропоездов. Данным остановочным пунктом пользуются местные жители и дачники. Вокзала и билетных касс на остановочном пункте Мельница не имеется.

### Электронные ресурсы
1. 1 2  История электрификации железных дорог СССР. Дата обращения: 11 января 2017. Архивировано 8 декабря 2012 года.
2. 1 2  Остановочный пункт 23 км. Фотолинии — Railwayz.info. Дата обращения: 24 марта 2023. Архивировано 24 марта 2023 года.
3. ↑  Павел Яблоков. Новые имена: Свердловская железная дорога продолжила замену «номерных» платформ звучными топонимами. tr.ru (22 ноября 2022). Архивировано 24 марта 2023 года.
4. 1 2  Павел Яблоков. Новые имена транспортных объектов: выбор пассажиров Московского метро и Свердловской железной дороги. tr.ru (26 октября 2022). Архивировано 24 марта 2023 года.
5. 1 2 3 4  Данные получены при помощи картографического сервиса Яндекс Карты.
6. ↑  Мельница (23 км) — остановочный пункт — Точка-на-Карте. Дата обращения: 24 марта 2023. Архивировано 24 марта 2023 года.